# Ширыштык
Ширыштык — село в Каратузском районе Красноярского края. Административный центр сельского поселения Амыльский сельсовет.
Основано в 1855 году переселенцами из Пермской и Вятской губерний
Население - 560 (2012)

## История
В XVIII веке заселение поймы реки Амыл русскими людьми: были изданы указы о принятии военно-оборонительных мер на юге Сибири, начали создаваться военные посты. Впервые о казачьем укрепленном пункте на реке Амыл, при впадении в нее реки Шадат, сообщает ученый Паллас, который побывал в экспедиции в 1772 году.
Годом основания села Ширыштык принято считать 1854 год. Сюда стали переселять государственных крестьян из Пермской и Вятской губерний. К концу XIX века в селе насчитывалось 189 хозяйств и проживало более полутора тысяч жителей, работал пеньковый завод, ремесленные мастерские, действовала церковь. В 1912 году была основана сельская школа. В 1917 году село входило в состав Моторской волости.
Более 200 жителей сельсовета погибли или без вести пропали на фронтах Великой Отечественной войны.
В 1964 году в Ширыштыке был образован совхоз "Ширыштыкский", который позднее был переименован в "Амыльский".

## Физико-географическая характеристика
Село расположено в предгорьях Западного Саяна в пределах Южно-Минусинской котловины на правом берегу реки Амыл, при впадении реки Ширыштык, на высоте 329 метров над уровнем моря. В окрестностях распространены тёмно-серые лесные почвы, в пойме реки Амыл - пойменные заболоченные почвы
Расстояние до районного центра села Каратузское составляет около 40 км, до ближайшего относительно крупного города Минусинск - около 130 км.
Климат резко континентальный (согласно классификации климатов Кёппена - Dfb). Среднегодовая температура составляет 0,0 °С, средняя температура самого холодного месяца января - 21,8 °С, самого жаркого месяца июля + 19,4 °С. Многолетняя норма осадков - 594 мм, наибольшее количество осадков выпадает в тёплое время года (в июле - 102 мм). наименьшее в период с января по март (норма февраля - 16 мм)
Ширыштык, как и весь Красноярский край, находится в часовой зоне МСК+4. Смещение применяемого времени относительно UTC составляет +7:00.

## Население
| 1924 | 2010 | 2012 |
| ---- | ---- | ---- |
| 1370 | ↘549 | ↗560 |

## Инфраструктура
В селе работают школа, детский сад, сельский дом культуры, библиотека, фельдшерский пункт, крестьянско-фермерские хозяйства, предприятия торговли, узел связи и почтовое отделение. Жители сельсовета заняты в бюджетной сфере, в сельском хозяйстве, в малом бизнесе и в сфере услуг. 